# MACS J1149 Lensed Star 1
MACS J1149 Lensed Star 1，又称为Icarus，是目前人类观测到的最遥远的恒星，距离地球约90亿光年（红移为z=1.49），属蓝超巨星。来自该星的光源于大爆炸后的44亿年。
科学家在研究雷夫斯达尔超新星的过程中发现了这颗恒星。该星经星系团MACS J1149+2223的引力透镜效应被放大至2000倍，从而使其能被哈勃空间望远镜捕捉到。 据发现者之一的帕特里克·凯利（Patrick Kelly）所述，这是人类利用引力透镜效应首次观测到单颗星体，比之前人类所观测到的最远的非超新星恒星还远100倍。